# هديل سيدة حرة
هديل سيدة حرة هي رواية للروائي المغربي البشير الدامون، تُعدّ من أبرز أعماله التي تمزج بين السرد التاريخي والتخييل
الأدبي.صدرت سنة2015 عن المركز الثقافي العربي.تقع الرواية في 196 صفحة.

## أحداث الرواية
رواية هديل سيدة حرة هي عمل أدبي للكاتب المغربي البشير الدامون، نُشرت عام 2015 عن المركز الثقافي العربي، وتندرج ضمن الروايات التاريخية التخييلية التي تتناول قضايا الهوية والحرية والمرأة في سياقات سياسية مضطربة. تروي الرواية قصة هديل، المرأة الموريسكية التي طُردت من غرناطة، وتشق طريقها إلى المغرب في فترة تفكك الحكم السعدي وتداخل النفوذ العثماني والأوروبي. تتولى هديل قيادة مدينة شفشاون وتؤسس مشروعًا للتعايش والسلام رغم المعوقات المجتمعية والسياسية، قبل أن تتعرض للخيانة وتدخل في عزلة تأملية. يستند الكاتب إلى سرد شاعري وفلسفي يعيد إحياء مأساة الموريسكيين ويمنح صوتًا روائيًا مميزًا للمرأة، في تجسيد درامي لرحلة التمرد والتأمل والبحث عن الكرامة الإنسانية.

## شخصيات الرواية
- هديل البطلة المحورية، امرأة موريسكية طُردت من غرناطة، وتشق طريقها إلى المغرب، حيث تتولى قيادة مدينة شفشاون. تمثل هديل صوتًا نسائيًا حرًا، يجمع بين القوة السياسية والرؤية الإنسانية، وتخوض صراعات داخلية وخارجية دفاعًا عن الكرامة والتعايش.
- أم هديل شخصية معقدة، كانت مسيحية قبل أن تسلم، وتُجسّد التوتر بين الانتماء الديني والهوية الثقافية، وتؤثر في قرارات هديل المصيرية، خاصة في لحظات المواجهة والتمرد.
- القائد ابن إدريس شخصية عسكرية ترافق هديل في معاركها، يُظهر جانبًا من القسوة والانضباط، ويُجسّد البعد الدموي للصراع، كما في مشهد حمل الرؤوس على الرماح الذي يرمز إلى فظاعة الحرب1 .
- الغرانيق رموز شعرية تظهر في الرواية كمخلوقات تحوم حول هديل، وتُعبّر عن حالتها النفسية، وتُضفي على النص طابعًا أسطوريًا وتأمليًا.

## اقتباسات من الرواية
"يعذبني السؤال. أبحث عن جواب يكون بلسماً، فأجد رباً واحداً وبشراً جاحداً." هديل، في لحظة تأمل داخل عزلتها، تعكس فيها خيبة الأمل من البشر رغم الإيمان.
"عندما تهدأ الحروب تتشتت الجيوش ويسقط أو ينتصر الحكام، وتظل جمار مخلفاتها وفواجعها وحدها تحرق ما تبقى منا." تأملات هديل في نهاية الرواية، تلخص فيها أثر الحروب على النفس والذاكرة.
"الحرب تجعل أسوأ ما في البشر من خبث وشر يطفو." على لسان الراوي، في وصف مشهد مروع لمسيرة بالرؤوس المقطوعة على الرماح.
"في عزلتي ها أنا بعيدة عن كل التقوض الذي أحاط بي. استنجدت بعزلتي، علها تسعفني في البحث عن تبرير لما حدث ويحدث." هديل، في لحظة تأمل داخل المسجد الذي بناه والدها، تحاول فهم ما جرى من خيانات وحروب.
"الخيانة من الأصدقاء والأقارب أشد مضاضة على المرء من الحسام المهند." تعبير عن الألم الداخلي الذي تعانيه البطلة نتيجة خيبات الثقة

"لا يمكن توقيف الحروب الدينية إلا بالحب، وبحلم بناء عالم يسوده السلام." رسالة الرواية في مواجهة العنف باسم الدين، والدعوة إلى التعايش الإنساني

## المرأة في الرواية
في رواية هديل سيدة حرة للكاتب المغربي البشير الدامون، تُجسّد المرأة من خلال شخصية هديل نموذجًا فريدًا للبطولة النسوية في سياق تاريخي مضطرب، حيث تتولى السلطة في مدينة شفشاون بعد نفيها من غرناطة، وتواجه تحديات سياسية واجتماعية ودينية. تمثل هديل صوتًا نسائيًا حرًا يسعى إلى بناء إمارة يسودها التعايش والسلام، رغم هيمنة الفكر الذكوري الذي يسعى إلى تهميشها وعزلها1 . الرواية تُعيد قراءة التاريخ من منظور نسوي، وتُبرز معاناة المرأة الموريسكية في ظل الحروب والتهجير، كما تُوظّف السرد التأملي والرمزي لتسليط الضوء على صراعات الهوية والسلطة والخذلان، مما يجعل من هديل شخصية متعددة الأبعاد تجمع بين القوة والهشاشة، وتُعيد الاعتبار لدور المرأة في صناعة التاريخ

## أسلوب الرواية
تتميز رواية هديل سيدة حرة للبشير الدامون بأسلوب سردي يجمع بين التخييل التاريخي والتأمل الفلسفي، حيث يوظف الكاتب ضمير المتكلم ليمنح البطلة صوتًا داخليًا حميميًا يُقرّب القارئ من معاناتها وتطلعاتها. يعتمد النص على لغة شاعرية مكثفة، تتخللها صور رمزية مثل "الغرانيق" التي تُعبّر عن الحالة النفسية للشخصية، كما يستثمر تقنيات السرد الذاتي والتداخل الزمني لإعادة بناء الأحداث من منظور نسوي وإنساني. الأسلوب يتسم بالعمق والحميمية، ويبتعد عن السرد الكلاسيكي، ليُقدّم تجربة روائية تُعيد قراءة التاريخ من خلال مشاعر امرأة موريسكية، وتُسلّط الضوء على قضايا الهوية والسلطة والخذلان في سياق مأساوي متجدد.